# Antequera (Bohol)
Antequera è una municipalità di quinta classe delle Filippine, situata nella Provincia di Bohol, nella Regione del Visayas Centrale.
Antequera è formata da 21 baranggay:
- Angilan
- Bantolinao
- Bicahan
- Bitaugan
- Bungahan
- Canlaas
- Cansibuan
- Can-omay
- Celing
- Danao
- Danicop
- Mag-aso
- Poblacion
- Quinapon-an
- Santo Rosario
- Tabuan
- Tagubaas
- Tupas
- Ubojan
- Viga
- Villa Aurora (Canoc-oc)